# Königlich Preußische Eisenbahn-Verwaltung

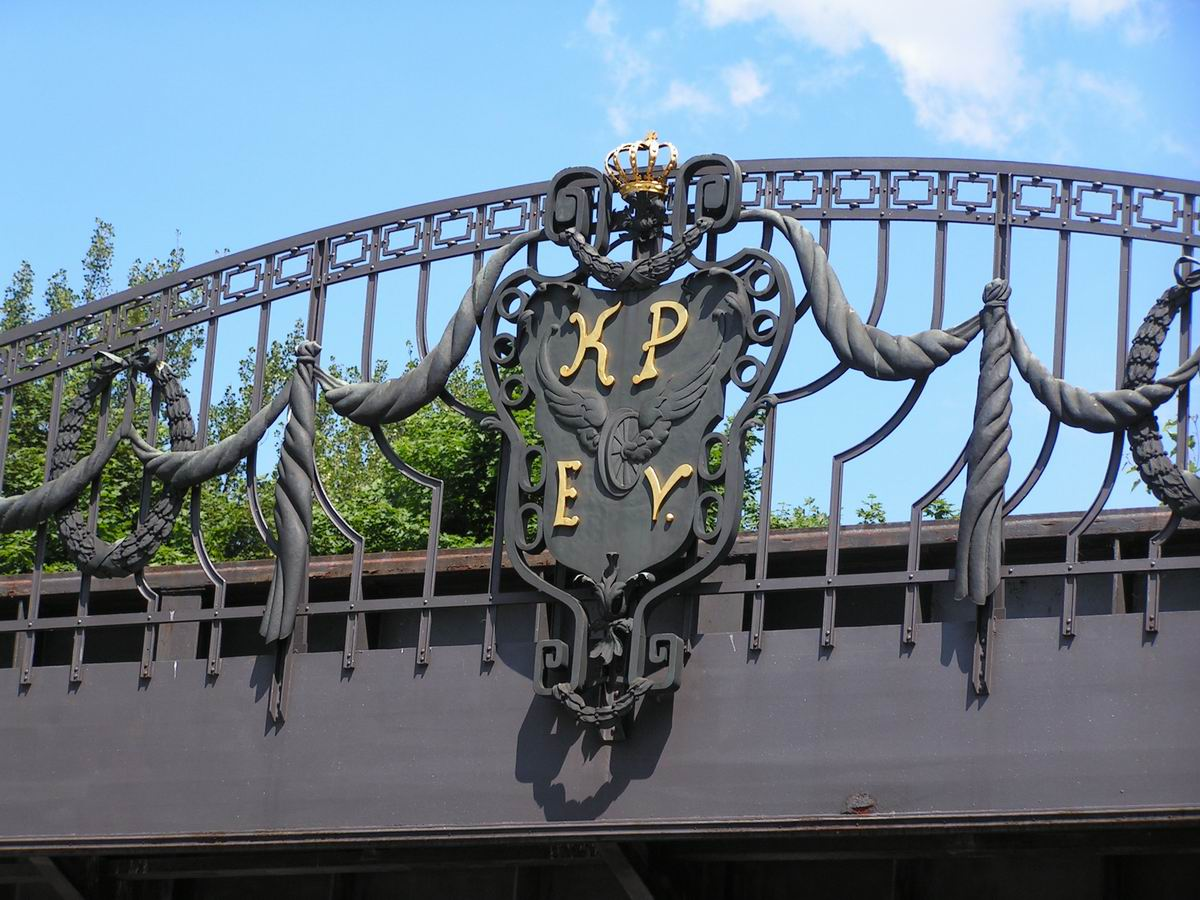
Wapenschild met aanduiding KPEV

De Königlich Preußische Eisenbahn-Verwaltung (KPEV) en Königlich Preußische Staatseisenbahn-Verwaltung (KPStEV) worden vaak gebruikt als foutieve benaming voor het staatsspoorwegbedrijf van Pruisen dat bestond tussen 1847 en 1920.
De afkorting KPEV bevindt zich op gegoten wapenschilden, die door een overijverige ambtenaar van de Eisenbahndirektion Coeln linksrheinish verzonnen zijn en daarna zonder erbij na te denken overgenomen is door andere Eisenbahndirektionen. Een Königlich Preußische Eisenbahn–Verwaltung heeft nooit als zodanig bestaan, maar de benaming is in de jaren 70 van de 20e eeuw onder spoorwegfanaten in zwang gekomen en geleidelijk aan voor waarheid aangenomen, terwijl in officiële stukken er nergens sprake is van een dergelijke benaming.
De verregaand zelfstandige Eisenbahndirektionen Preußens ("Pruisische Spoorwegdirecties") vielen direct onder het Pruisische ministerie voor openbare werken. Het correcte overkoepelende begrip voor de spoorwegen in Pruisen luidde achtereenvolgens Königlich Preußische Staatseisenbahnen, vanaf 1896 Preußisch-Hessische Eisenbahngemeinschaft en na de Eerste Wereldoorlog Preußische Staatsbahn, om in 1920 ten slotte op te gaan in de Deutsche Reichsbahn. De afzonderlijke directies noemden zichzelf KED (Königliche Eisenbahndirektionen) en later ED (Eisenbahndirektionen). Deze begrippen vindt men, in tegenstelling tot KPEV resp. KPStEV, ook terug in officiële documenten uit die tijd.